# Lista över filmer om Förintelsen
Detta är en lista över filmer som handlar om Förintelsen i Europa under andra världskriget.

## Spelfilmer

### 1940-talet
| År   | Land             | Titel                          | Regissör                               | Notering |
| ---- | ---------------- | ------------------------------ | -------------------------------------- | --- |
| 1940 | Storbritannien   | Nattexpress                    | Carol Reed                             | Första långfilmen som visar koncentrationsläger.                                                                   |
| 1946 | USA              | Främlingen                     | Orson Welles                           | Första långfilmen som visar rörliga bilder på koncentrationsläger.                                                 |
| 1946 | Tyskland         | Mördarna finns mitt ibland oss | Wolfgang Staudte                       | Den första "ruinfilmen" och den första tyska filmen som behandlar nazisternas grymheter.                           |
| 1947 | Polen            | Sista etappen                  | Wanda Jakubowska                       | Vann Crystal Globen på Karlovy Vary International Film Festival 1948.                                              |
| 1947 | Tyskland         | Jag gifte mig med en judinna   | Kurt Maetzig                           | En av de första DEFA-produktionerna.                                                                               |
| 1947 | Tyskland         | Möte på hotell                 | Harald Braun                           | En av de första tyska filmerna som gjordes i München efter kriget och den första som öppet adresserar förintelsen. |
| 1948 | Tyskland         | Morituri                       | Eugen York                             | |
| 1948 | USA              | Det dagas                      | Fred Zinnemann                         | I efterkrigstidens Berlin hjälper en amerikansk soldat en vilsen tjeckisk pojke hitta sin mor.                     |
| 1949 | Italien          | L'ebreo errante                | Goffredo Alessandrini                  | Den första italienska filmen som öppet behandlar förintelsen.                                                      |
| 1949 | USA Västtyskland | Lang ist der Weg               | Herbert B. Fredersdorf Marek Goldstein | |

### 1950-talet
| År        | Land                          | Titel               | Regissör         | Notering |
| --------- | ----------------------------- | ------------------- | ---------------- | --- |
| 1950      | Tjeckoslovakien               | Distant Journey     | Alfréd Radok     | |
| 1953      | USA                           | Jagad man           | Edward Dmytryk   | År 1949 invandrar den tidigare koncentrationslägerfången och Berlinbon Hans Muller till Israel, där han på grund av psykiska problem har svårt att anpassa sig till fredstidens liv. |
| 1956      | USA                           | Singing in the Dark | Max Nosseck      | Musikal om förintelseöverlevare med amnesi. |
| 1958–1959 | USA                           | Pursuit             | Ian Sharp        | TV-serie |
| 1959      | Östtyskland Bulgarien         | Stjärnan            | Konrad Wolf      | |
| 1959      | USA                           | Anne Franks dagbok  | George Stevens   | Vann tre Oscars, inklusive för bästa kvinnliga biroll. |
| 1959      | Italien Jugoslavien Frankrike | Kapò                | Gillo Pontecorvo | |

### 1960-talet
| År   | Land            | Titel                   | Regissör                 | Notering |
| ---- | --------------- | ----------------------- | ------------------------ | --- |
| 1960 | Tjeckoslovakien | Kärlek och mörker       | Jiří Weiss               | Handlar om Operation Anthropoid. |
| 1960 | USA             | Exodus                  | Otto Preminger           | Baserat på romanen av Leon Uris, manuskript av Dalton Trumbo. |
| 1960 | Jugoslavien     | Våldet får inte segra   | France Stiglic           | |
| 1961 | Italien         | Gold of Rome            | Carlo Lizzani            | |
| 1961 | USA             | Dom i Nürnberg          | Stanley Kramer           | Vann två Oscars, för bästa manliga huvudroll och bästa manus efter förlaga.                                                                                         |
| 1961 | Polen           | Samson                  | Andrzej Wajda            | |
| 1961 | Belgien         | L'enclos                | Armand Gatti             | Vann Prix de la Critique vid Cannesfestivalen 1961. |
| 1963 | Polen           | Pasazerka               | Andrzej Munk             | |
| 1964 | USA             | Pantlånaren             | Sidney Lumet             | En judisk pantlånare, offer för nazisternas förföljelse, förlorar all sin tro på sina medmänniskor och inser inte förrän det är försent tragedin i sina handlingar. |
| 1965 | Östtyskland     | Chronik eines Mordes    | Joachim Hasler           | |
| 1965 | Tjeckoslovakien | Butiken vid Storgatan   | Ján Kadár and Elmar Klos | Baserad på en roman av Ladislav Grosman. Filmen vann Oscar för bästa utländska film 1966.                                                                           |
| 1967 | USA             | The Diary of Anne Frank | Alex Segal               | Berättelse om en ung judisk flicka som tillsammans med sin familj och deras vänner tvingas gömma sig på en vind i det nazistockuperade Amsterdam.                   |
| 1967 | Frankrike       | Skuggornas armé         | Jean-Pierre Melville     | |

### 1970-talet
| År   | Land                        | Titel                         | Regissör          | Notering                                                                                |
| ---- | --------------------------- | ----------------------------- | ----------------- | --------------------------------------------------------------------------------------- |
| 1970 | Italien Västtyskland        | Den förbjudna trädgården      | Vittorio De Sica  | Baserad på roman av Giorgio Bassani, vann en Oscar för bästa icke-engelskspråkiga film. |
| 1970 | Jugoslavien                 | Hranjenik                     | Vatroslav Mimica  |                                                                                         |
| 1972 | USA                         | The Day the Clown Cried       | Jerry Lewis       | Filmen har aldrig visats officiellt.                                                    |
| 1974 | Storbritannien              | QB VII                        | Tom Gries         | Miniserie, baserad på Leon Uris roman med samma namn.                                   |
| 1974 | Italien                     | Nattportieren                 | Liliana Cavani    |                                                                                         |
| 1974 | Storbritannien Västtyskland | Täcknamn Odessa               | Ronald Neame      | Baserad på Frederick Forsyth roman med samma namn.                                      |
| 1975 | Östtyskland                 | Jacob the Liar                | Frank Beyer       | Baserad på en roman av Jurek Becker.                                                    |
| 1975 | USA                         | Gömstället                    | James F. Collier  | Baserad på Corrie ten Booms självbiografi.                                              |
| 1975 | Italien                     | Mannen som köpte sitt liv     | Lina Wertmüller   |                                                                                         |
| 1975 | USA                         | The Man in the Glass Booth    | Arthur Hiller     |                                                                                         |
| 1976 | USA                         | Maratonmannen                 | John Schlesinger  |                                                                                         |
| 1976 | Spanien                     | De fördömdas resa             | Stuart Rosenberg  |                                                                                         |
| 1977 | Italien                     | L'ultima orgia del III Reich  | Cesare Canevari   |                                                                                         |
| 1978 | USA                         | Förintelsen                   | Marvin J. Chomsky | Miniserie, populariserade termen 'Förintelsen'.                                         |
| 1978 | Jugoslavien                 | Ockupation i 26 bilder        | Lordan Zafranovic |                                                                                         |
| 1979 | Västtyskland                | Baranski                      | Werner Masten     |                                                                                         |
| 1979 | Västtyskland                | David                         | Peter Lilienthal  |                                                                                         |
| 1979 | USA                         | The House on Garibaldi Street | Peter Collinson   |                                                                                         |

### 1980-talet
| År   | Land                        | Titel                                               | Regissör          | Notering |
| ---- | --------------------------- | --------------------------------------------------- | ----------------- | --- |
| 1980 | USA                         | The Diary of Anne Frank                             | Boris Sagal       | TV-film |
| 1980 | USA                         | Kvinnoorkestern                                     | Daniel Mann       | TV-film, baserad på Fania Fénelons självbiografi, adapterad av Arthur Miller.                                                |
| 1981 | Frankrike                   | Les Uns et les Autres                               | Claude Lelouch    | |
| 1982 | Västtyskland                | Ein Stück Himmel                                    | Franz Peter Wirth | Miniserie, baserad på Janina Davids självbiografi.                                                                           |
| 1982 | USA                         | Sophies val                                         | Alan J. Pakula    | Baserad på en roman av William Styron. Meryl Streep vann en Oscar för bästa kvinnliga huvudroll.                             |
| 1983 | Ungern                      | Jób lázadása                                        | Barna Kabay       | |
| 1983 | Frankrike Kanada            | Au Nom de Tous les Miens                            | Robert Enrico     | Baserad på en bok av Martin Gray.                                                                                            |
| 1983 | USA Tyskland Italien        | The Scarlet and the Black                           | Jerry London      | TV-film, baserad på J.P. Gallaghers roman The Scarlet Pimpernel of the Vatican.                                              |
| 1983 | USA                         | Att vara eller inte vara eller Det våras för Hamlet | Alan Johnson      | En nyinspelning av komedin från 1942, med Mel Brooks och Anne Bancroft i huvudrollerna.                                      |
| 1984 | Jugoslavien                 | Banjica                                             | Sava Mrmak        | Miniserie |
| 1984 | Västtyskland Storbritannien | Forbidden                                           | Anthony Page      | |
| 1984 | Västtyskland                | Wannseekonferenz                                    | Heinz Schirk      | TV-film |
| 1985 | USA                         | Wallenberg: A Hero's Story                          | Lamont Johnson    | |
| 1985 | USA                         | Hitlers SS – Förintelsens bödlar                    | Jim Goddard       | |
| 1985 | Sovjetunionen               | Gå och se                                           | Elem Klimov       | |
| 1987 | Storbritannien Jugoslavien  | Flykten från Sobibór                                | Jack Gold         | Baserad på en bok av Richard Rashke. Vann två Golden Globes.                                                                 |
| 1987 | Frankrike                   | Vi ses igen, barn                                   | Louis Malle       | |
| 1988 | Polen USA                   | And the Violins Stopped Playing                     | Alexander Ramati  | |
| 1988 | USA                         | Anne Franks sista dagar                             | John Erman        | TV-film |
| 1988 | USA                         | Hanna's War                                         | Menahem Golan     | |
| 1988 | USA                         | Krig och hågkomst                                   | Dan Curtis        | Miniserie, baserad på en roman av Herman Wouk, uppföljare till Krigets vindar. Nominerades till 15 Emmy Awards och vann tre. |
| 1989 | USA                         | Fiender, en berättelse om kärlek                    | Paul Mazursky     | Baserad på en roman av Isaac Bashevis Singer.                                                                                |
| 1989 | USA                         | Music Box – skuggor ur det förflutna                | Costa-Gavras      | |
| 1989 | USA                         | Viljans seger                                       | Robert M. Young   | |

### 1990-talet
| År   | Land                                   | Titel                                      | Regissör             | Notering |
| ---- | -------------------------------------- | ------------------------------------------ | -------------------- | --- |
| 1990 | Västtyskland                           | Abrahams Gold                              | Jörg Graser          | |
| 1990 | Tyskland Frankrike Polen               | Europa Europa                              | Agnieszka Holland    | Nominerades till en Oscar. |
| 1990 | Polen                                  | Korczak                                    | Andrzej Wajda        | Baserat på den verkliga berättelsen om Dr Janusz Korczak och hans försök att rädda barnen på hans barnhem i Warszawas getto.     |
| 1991 | Polen                                  | Jeszcze tylko ten las                      | Jan Lomnicki         | |
| 1991 | USA                                    | Never Forget                               | Joseph Sargent       | TV-film baserad på Mel Mermelsteins liv.                                                                                         |
| 1991 | Kanada                                 | The Quarrel                                | Eli Cohen            | Baserad på My Quarrel with Hersh Rasseyner av Chaim Grade.                                                                       |
| 1992 | Storbritannien Frankrike               | Prague                                     | Ian Sellar           | |
| 1992 | USA                                    | Alan and Naomi                             | Sterling Van Wagenen | Baserad på en roman av Myron Levoy.                                                                                              |
| 1992 | USA                                    | The Witness                                | Chris Gerolmo        | Kortfilm |
| 1993 | Italien Frankrike                      | Jona che visse nella balena                | Roberto Faenza       | |
| 1993 | USA                                    | Schindler's List                           | Steven Spielberg     | Baserad på Thomas Kenneallys roman om Oskar Schindler. Vann sju Oscars, däribland för bästa film.                                |
| 1993 | USA                                    | Swing Kids – de sista rebellerna           | Thomas Carter        | Tonåringar i Nazityskland lyssnar på förbjuden swingmusik och hanterar pressen att gå med i den nazistiska ungdomsrörelser.      |
| 1995 | Frankrike                              | Les Misérables                             | Claude Lelouch       | |
| 1995 | Japan                                  | Anne no nikki                              | Akinori Nagaoka      | Animeadaptation av Anne Franks dagbok.                                                                                           |
| 1996 | USA                                    | Voices of the Children                     | Zuzana Justman       | |
| 1996 | USA                                    | The Empty Mirror                           | Barry J. Hershey     | |
| 1996 | USA                                    | The Man Who Captured Eichmann              | William A. Graham    | Baserad på boken Eichmann in My Hands av Peter Z. Malkin.                                                                        |
| 1996 | USA                                    | Mother Night                               | Keith Gordon         | Baserad på en roman av Kurt Vonnegut.                                                                                            |
| 1996 | USA                                    | The Ring                                   | Armand Mastroianni   | TV-film, baserad på en roman av Danielle Steel.                                                                                  |
| 1996 | USA                                    | The Substance of Fire                      | Daniel J. Sullivan   | Baserad på en pjäs av Jon Robin Baitz.                                                                                           |
| 1996 | Ungern                                 | A hetedik szoba                            | Márta Mészáros       | Dramatiserad skildring av Edith Steins liv, en nunna och Auschwitzoffer som senare kanoniserades av den romersk-katolska kyrkan. |
| 1997 | Italien Frankrike Tyskland Schweiz     | La Tregua                                  | Francesco Rosi       | Baserad på Primo Levis självbiografi.                                                                                            |
| 1997 | USA                                    | Visas and Virtue                           | Chris Tashima        | Kortfilm baserad på en pjäs av Tim Toyama.                                                                                       |
| 1997 | Italien                                | Livet är underbart                         | Roberto Benigni      | Vann tre Oscars, däribland för bästa manliga huvudroll och bästa utländska film.                                                 |
| 1997 | Danmark Storbritannien Tyskland        | Ön i fågelgatan                            | Søren Kragh-Jacobsen | Baserad på en bok av Uri Orlev.                                                                                                  |
| 1997 | Storbritannien                         | Bent                                       | Sean Mathias         | Baserad på en pjäs av Martin Sherman.                                                                                            |
| 1998 | USA                                    | Sommardåd                                  | Bryan Singer         | Baserad på en berättelse av Stephen King.                                                                                        |
| 1998 | Nederländerna Belgien                  | Left Luggage                               | Jeroen Krabbé        | Baserad på en roman av Carl Friedman.                                                                                            |
| 1998 | USA                                    | Miracle at Midnight                        | Ken Cameron          | TV-film |
| 1998 | USA                                    | Pola's March                               | Jonathan Gruber      | |
| 1998 | Frankrike Belgien Nederländerna Israel | Livets tåg                                 | Radu Mihaileanu      | Handlar om judiska invånare i en liten östeuropeisk by som smider en listig plan för att undkomma förintelsen.                   |
| 1999 | Tjeckien                               | All My Loved Ones                          | Matej Mináč          | |
| 1999 | USA                                    | The Devil's Arithmetic                     | Donna Deitch         | Baserad på en roman av Jane Yolen.                                                                                               |
| 1999 | Västtyskland                           | Gloomy Sunday - Ein Lied von Liebe und Tod | Rolf Schübel         | Baserad på en roman av Nick Barkow.                                                                                              |
| 1999 | USA                                    | Jakob the Liar                             | Peter Kassovitz      | Baserad på en roman av Jurek Becker.                                                                                             |
| 1999 | Tyskland Österrike Kanada Ungern       | Sunshine                                   | István Szabó         | |

### 2000-talet
| År   | Land                                    | Titel                                 | Regissör                      | Notering                                                                                         |
| ---- | --------------------------------------- | ------------------------------------- | ----------------------------- | ------------------------------------------------------------------------------------------------ |
| 2000 | Tjeckien                                | Musíme si pomáhat                     | Jan Hřebejk                   |                                                                                                  |
| 2000 | Kanada                                  | Nürnberg                              | Yves Simoneau                 | TV-film baserad på en bok av Joseph E. Persico.                                                  |
| 2000 | Tjeckien                                | Pramen života                         | Milan Cieslar                 | Baserad på en bok av Vladimír Körner.                                                            |
| 2000 | USA Polen                               | Edges of the Lord                     | Yurek Bogayevicz              |                                                                                                  |
| 2001 | USA                                     | Anne Frank: The Whole Story           | Robert Dornhelm               | TV-film, baserad på en bok av Melissa Müller.                                                    |
| 2001 | USA Storbritannien                      | Konspirationen                        | Frank Pierson                 | TV-film                                                                                          |
| 2001 | USA                                     | Den grå zonen                         | Tim Blake Nelson              | Baserad på boken Auschwitz: a Doctor's Eyewitness Account av Miklós Nyiszli.                     |
| 2001 | Tyskland                                | Nirgendwo in Afrika                   | Caroline Link                 | Baserat på Stefanie Zweigs självbiografiska roman.                                               |
| 2001 | USA                                     | Uprising                              | Jon Avnet                     | TV-film                                                                                          |
| 2002 | Frankrike Tyskland                      | Amen.                                 | Costa-Gavras                  | Baserad på pjäsen The Deputy av Rolf Hochhuth.                                                   |
| 2002 | Frankrike Tyskland Storbritannien Polen | The Pianist                           | Roman Polanski                | Baserad på Wladyslaw Szpilmans självbiografi. Vann tre Oscars.                                   |
| 2002 | Tjeckien                                | The Power of Good                     | Matej Mináč                   |                                                                                                  |
| 2003 | Ungern                                  | A Rózsa énekei                        | Andor Szilágyi                |                                                                                                  |
| 2003 | Italien                                 | Facing Windows                        | Ferzan Özpetek                |                                                                                                  |
| 2003 | USA                                     | The Singing Forest                    | Jorge Ameer                   |                                                                                                  |
| 2003 | USA                                     | Out of the Ashes                      | Joseph Sargent                | Baserad på boken I Was a Doctor in Auschwitz av Gisella Perl.                                    |
| 2003 | USA                                     | Hitler - Ondskans natur               | Christian Duguay              | TV-film                                                                                          |
| 2003 | Tyskland                                | Babiy Yar                             | Jeff Kanew                    |                                                                                                  |
| 2005 | Polen Sverige                           | Ninas resa                            | Lena Einhorn                  |                                                                                                  |
| 2005 | Frankrike                               | A Love to Hide                        | Christian Faure               | TV-film                                                                                          |
| 2005 | USA                                     | Allt är upplyst                       | Liev Schreiber                | Baserad på en bok av Jonathan Safran Foer.                                                       |
| 2005 | Storbritannien                          | Primo                                 | Richard Wilson                | TV-film                                                                                          |
| 2005 | Tyskland                                | Sophie Scholl – De sista dagarna      | Marc Rothemund                |                                                                                                  |
| 2005 | Ungern                                  | Fateless                              | Lajos Koltai                  | Baserad på en bok av Imre Kertész.                                                               |
| 2006 | Nederländerna                           | Svart bok                             | Paul Verhoeven                |                                                                                                  |
| 2006 | Tyskland Tjeckien                       | Der Letzte Zug                        | Joseph Vilsmaier/Dana Vávrová |                                                                                                  |
| 2006 | USA                                     | Forgiving Dr. Mengele                 | Bob Hercules Cheri Pugh       |                                                                                                  |
| 2007 | Tyskland Österrike                      | Falskmyntarna                         | Stefan Ruzowitzky             | Baserad på Adolf Burgers memoarer. Vann en Oscar för bästa icke-engelskspråkiga film.            |
| 2008 | Storbritannien                          | God on Trial                          | Andy DeEmmony                 |                                                                                                  |
| 2008 | Storbritannien USA                      | Pojken i randig pyjamas               | Mark Herman                   | Baserad på John Boynes roman.                                                                    |
| 2008 | USA                                     | Motstånd                              | Edward Zwick                  | Baserad på en bok av Nechama Tec.                                                                |
| 2008 | Storbritannien USA                      | The Reader                            | Stephen Daldry                | Baserad på en bok av Bernhard Schlink. Kate Winslet vann en Oscar för bästa kvinnliga huvudroll. |
| 2008 | Ungern Tyskland Storbritannien          | Good                                  | Vicente Amorim                | Baserad på en pjäs av Cecil Philip Taylor                                                        |
| 2009 | Frankrike                               | La rafle                              | Rose Bosch                    | Baserat på den sanna historien om en ung judisk pojke.                                           |
| 2009 | Frankrike                               | L'armée du crime                      | Robert Guédiguian             |                                                                                                  |
| 2009 | USA Tyskland                            | Inglourious Basterds                  | Quentin Tarantino             | Nominerades till åtta Oscars.                                                                    |
| 2009 | USA Polen Kanada                        | The Courageous Heart of Irena Sendler | John Kent Harrison            | TV-film                                                                                          |

### 2010-talet
| År   | Land                         | Titel                          | Regissör                  | Notering |
| ---- | ---------------------------- | ------------------------------ | ------------------------- | --- |
| 2010 | USA Polen                    | Esther's Diary                 | Mariusz Kotowski          | Innehåller originalfilm från Auschwitz-Birkenau State Museum.                                               |
| 2010 | Frankrike                    | Sarahs nyckel                  | Gilles Paquet-Brenner     | Baserad på romanen Elle s'appelait Sarah av Tatiana de Rosnay.                                              |
| 2010 | Frankrike                    | I gryningens timmar            | Rose Bosch                | |
| 2010 | Kina                         | A Jewish Girl in Shanghai      | Wang Genfa, Zhang Zhenhui | Animerad film                                                                                               |
| 2011 | Polen                        | In Darkness                    | Agnieszka Holland         | Nominerades till en Oscar för bästa icke-engelskspråkiga film.                                              |
| 2011 | Tyskland                     | Wunderkinder                   | Markus Rosenmüller        | |
| 2012 | Makedonien                   | The Third Half                 | Darko Mitrevski           | |
| 2012 | Serbien                      | When Day Breaks                | Goran Paskaljević         | |
| 2013 | Tyskland Polen               | Run Boy Run                    | Pepe Danquart             | |
| 2013 | Schweiz                      | Akte Grüninger                 | Alain Gsponer             | Baserad på den sanna historien om Paul Grüninger.                                                           |
| 2013 | Tjeckien Slovakien           | Colette                        | Milan Cieslar             | Baserad på romanen A girl from Antwerp av Arnošt Lustig                                                     |
| 2013 | Polen Danmark                | Ida                            | Paweł Pawlikowski         | Vann en Oscar för bästa icke-engelskspråkiga film.                                                          |
| 2014 | Polen                        | Warsaw 44                      | Jan Komasa                | |
| 2015 | Kanada                       | Remember                       | Atom Egoyan               | |
| 2015 | Ryssland Tyskland            | The Way Out                    | Mikhail Uchitelev         | Kortfilm |
| 2015 | Ungern                       | Sauls son                      | László Nemes              | Vann bland annat Oscar för bästa icke-engelskspråkiga film och Grand Prix vid Filmfestivalen i Cannes 2015. |
| 2015 | Tyskland                     | Meine Tochter Anne Frank       | Raymond Lay               | Tysk TV-film om Anne Frank, ur hennes fars perspektiv.                                                      |
| 2016 | Tyskland                     | Das Tagebuch der Anne Frank    | Hans Steinbichler         | Tysk film om Anne Frank.                                                                                    |
| 2016 | USA                          | Denial                         | Mick Jackson              | Baserad på boken Denying the Holocaust.                                                                     |
| 2017 | USA Storbritannien           | The Zookeeper's Wife           | Niki Caro                 | Baserad på romanen The Zookeeper's Wife.                                                                    |
| 2017 | USA                          | The Man with the Iron Heart    | Cédric Jimenez            | Baserad på en roman av Laurent Binet.                                                                       |
| 2018 | Ryssland                     | Sobibor                        | Konstantin Khabensky      | |
| 2018 | USA                          | Operation Finale               | Chris Weitz               | Följer försöken att infånga SS-officeren Adolf Eichmann 1960.                                               |
| 2018 | Filippinerna                 | Quezon's Game                  | Matthew Rose              | Följer den filippinske presidenten Manuel L. Quezons plan att skydda judar som flydde Nazityskland.         |
| 2018 | Spanien                      | The Photographer of Mauthausen | Mar Targarona             | Berättelsen om Francisco Boix och hans hemliga dokumentation av livet i koncentrationslägret Mauthausen.    |
| 2018 | Polen Tyskland Nederländerna | Werewolf                       | Adrian Panek              | |
| 2018 | Tyskland                     | Transit                        | Christian Petzold         | Adaptation av romanen Transit av Anna Seghers.                                                              |

### 2020-talet
| År   | Land                        | Titel             | Regissör            | Notering                                                                      |
| ---- | --------------------------- | ----------------- | ------------------- | ----------------------------------------------------------------------------- |
| 2020 | USA Storbritannien Tyskland | Resistance        | Jonathan Jakubowicz | Inspirerad av Marcel Marceaus liv.                                            |
| 2020 | USA                         | My Name is Sara   | Steven Oritt        |                                                                               |
| 2021 | Serbien                     | Dara of Jasenovac | Predrag Antonijević | Den första moderna produktionen som behandlar koncentrationslägret Jasenovac. |

## Dokumentärfilmer

### 1940-talet
| År         | Land           | Titel                                     | Regissör                                           | Notering |
| ---------- | -------------- | ----------------------------------------- | -------------------------------------------------- | --- |
| 1945       | Storbritannien | German Concentration Camps Factual Survey | Produktion övervakad av Sidney Bernstein           | Färdigställd först 2014; Alfred Hitchcock medverkade på produktionen.                                               |
| 1945       | USA            | Death Mills                               | Billy Wilder                                       | Engelskspråkig version av Die Todesmühlen; utdrag från German Concentration Camps Factual Survey.                   |
| 1945       | Polen          | Majdanek - cmentarzysko Europy            | Aleksander Ford                                    | Engelsk titel: Majdanek: Cemetery of Europe                                                                         |
| 1945       | USA            | Nazi Concentration Camps                  | George Stevens                                     | Presenterad som bevis vid Nürnbergrättegångarna.                                                                    |
| 1945       | USA            | The Nazi Plan                             | George Stevens                                     | Presenterad som bevis vid Nürnbergrättegångarna.                                                                    |
| 1945       | Jugoslavien    | Jasenovac                                 | Gustav Gavrin & Kosta Hlavaty                      | |
| cirka 1946 | Storbritannien | Memory of the Camps                       | Originaldokumentären övervakad av Sidney Bernstein | Kortad version av German Concentration Camps Factual Survey; omklippt av amerikanska PBS för serien Frontline 1984. |
| 1946       | USA            | Seeds of Destiny                          | Gene Fowler Jr.                                    | Visar upp förödelsen och efterfrågar stödmedel.                                                                     |
| 1946       | Frankrike      | Nous Continuons                           |                                                    | Engelsk titel: We Live Again. Handlar om barnöverlevande. På jiddisch.                                              |
| 1947       | Sovjetunionen  | The Nuremberg Trials                      | Yelizaveta Svilova                                 | Sovjets syn på Nürnbergrättegångarna.                                                                               |